# Kap Jeremy
Das Kap Jeremy ist ein Kap, das die östliche Seite der nördlichen Einfahrt zum George-VI-Sund und das westliche Ende der Grenze zwischen dem Grahamland und dem Palmerland auf der Antarktischen Halbinsel markiert. Zudem stellt das Kap den Grenzpunkt zwischen der südlich gelegenen Rymill-Küste und der sich im Norden anschließenden Fallières-Küste dar.
Entdeckt wurde das Kap von Teilnehmern der British Graham Land Expedition (1934–1937) unter der Leitung des australischen Polarforschers John Rymill, der es nach Jeremy Gino Scott (* 1934) benannte, dem Sohn des Expeditionsagenten James Maurice Scott (1906–1986).